# Observaciones geológicas en América del Sur

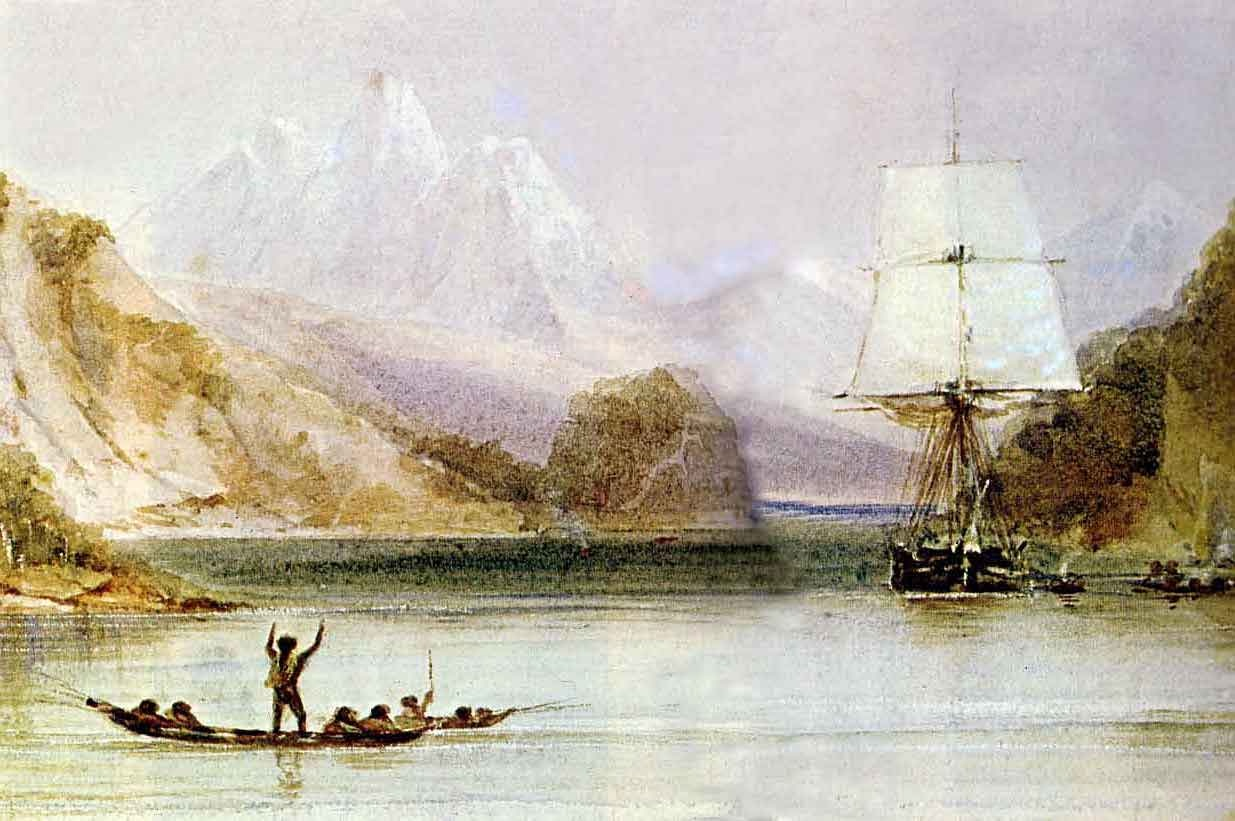
El libro Observaciones geológicas en América del Sur se basa en los viajes de Darwin durante el segundo viaje del HMS Beagle.

Observaciones geológicas en América del Sur (en inglés Geological Observations on South America) es un libro escrito por el naturalista inglés Charles Darwin. El libro fue publicado en 1846 y se basa en sus observaciones científicas realizadas durante el segundo viaje del HMS Beagle, comandado por el capitán Robert FitzRoy. El HMS Beagle llegó a Sudamérica para trazar las costas e islas de la región para la Armada británica. En el viaje, Darwin recolectó fósiles y plantas, y registró las características geológicas del continente.
Es el tercer libro de una serie de libros de geología escritos por Darwin, que también incluye La estructura y distribución de los arrecifes de coral, publicado en 1842, y Observaciones geológicas en las islas volcánicas visitadas durante el viaje del HMS Beagle, publicado en 1844. Darwin tardó cuatro años en escribir y completar toda la serie, desde 1842 a 1846. Según sus diarios, Observaciones geológicas de América del Sur se escribió entre julio de 1844 y abril de 1845.
El texto contiene ocho capítulos junto con apéndices sobre los fósiles mesozoicos y terciarios de Darwin. Describe sus viajes a través de los actuales territorios de Chile, Brasil y Argentina, incluidas las Pampas, la Patagonia y los Andes. Con este libro, Darwin se convirtió en el primero en describir y nombrar la formación Navidad, unidad de referencia para el neógeno marino en Chile. Darwin estableció parientes de edades para unidades rocosas en los Andes cerca de Portillo. Las rocas metamórficas eran más antiguas que los granitos rojos intrusivos encontrados en el área. Al establecer, con la ayuda de los fósiles, una edad del Cretácico para algunos estratos en los altos Andes, Darwin estableció restricciones de tiempo para la orogenia andina. Además, postuló que el levantamiento de la parte occidental de los Andes (interior) sucedió antes que en la parte oriental, una idea que luego se verificó que era correcta no solo para la parte de los Andes que visitó sino para las montañas orogénicas en general.
Darwin, en una carta al geólogo Charles Lyell, escribió que el libro era «terriblemente aburrido, pero muy condensado». Se esforzó mucho en escribir el libro, pero comentó sardónicamente que «los geólogos nunca leen las obras de los demás, y que el único objeto al escribir un libro es una prueba de seriedad, y que no se forman sus opiniones sin someterse a algún tipo de trabajo».
En el libro, Darwin expresó su apoyo escéptico a la teoría del «cráter de elevación». La teoría propuso que los volcanes no eran producto de las lavas, sino que eran empujados hacia arriba desde el interior. Más tarde, Darwin rechazó la teoría cuando el geólogo Charles Lyell demostró evidencia suficiente para refutarla.
Francis Darwin, botánico e hijo de Charles Darwin, escribió que el libro era significativo por la «evidencia que presentó para probar la elevación lenta e interrumpida del continente sudamericano durante un reciente período geológico». El trabajo geológico de Darwin no se considera tan notable como su trabajo en biología, pero sin embargo fue importante para avanzar «la recepción general de la enseñanza de Lyell».